# NK Ruševac
Nogometni klub "Ruševac" (NK "Ruševac"; "Ruševac") je bio nogometni klub iz Ruševca, grad Križevci, Koprivničko-križevačka županija, Republika Hrvatska. 
 
Klupska boja je bila zelena. 

## O klubu
NK "Ruševac" je osnovan 2009. godine. Od osnivanja pa do 2016. godine klub se ligaški natjecao u "3. ŽNL Koprivničko-križevačka - skupina Križevci", te potom prestaje s djelovanjem, te je brisan iz članstva "Zajednice športskih udruga Križevci.

## Pregled plasmana po sezonama
| sezona    | rang lige | liga                                     | dio lige | poz.    | klubova u ligi | ut      | pob     | ner     | por     | gol+    | gol-    | bod     | napomene | izvori  |
| Ruševac   | Ruševac   | Ruševac                                  | Ruševac  | Ruševac | Ruševac        | Ruševac | Ruševac | Ruševac | Ruševac | Ruševac | Ruševac | Ruševac | Ruševac  | Ruševac |
| --------- | --------- | ---------------------------------------- | -------- | ------- | -------------- | ------- | ------- | ------- | ------- | ------- | ------- | ------- | -------- | ------- |
| 2009./10. | VII.      | 3. ŽNL Koprivničko-križevačka – Križevci |          | 8.      | 10             | 18      | 4       | 3       | 11      | 23      | 37      | 12 (-3) |          |         |
| 2010./11. | VII.      | 3. ŽNL Koprivničko-križevačka – Križevci |          | 10.     | 10             | 18      | 3       | 2       | 13      | 26      | 63      | 11      |          |         |
| 2011./12. | VI.       | 3. ŽNL Koprivničko-križevačka – Križevci |          | 6.      | 10             | 18      | 5       | 5       | 8       | 22      | 35      | 20      |          |         |
| 2021./13. | VI.       | 3. ŽNL Koprivničko-križevačka – Križevci |          | 10.     | 11             | 20      | 1       | 6       | 13      | 17      | 55      | 9       |          |         |
| 2013./14. | VI.       | 3. ŽNL Koprivničko-križevačka – Križevci |          | 9.      | 11             | 20      | 5       | 1       | 14      | 26      | 84      | 16      |          |         |
| 2014./15. | VII.      | 3. ŽNL Koprivničko-križevačka – Križevci |          | 11.     | 11             | 20      | 3       | 2       | 15      | 17      | 51      | 11      |          |         |
| 2015./16. | VII.      | 3. ŽNL Koprivničko-križevačka – Križevci |          | 11.     | 11             | 20      | 2       | 0       | 18      | 24      | 101     | 6       |          |         |
|           |           |                                          |          |         |                |         |         |         |         |         |         |         |          |         |
|           |           |                                          |          |         |                |         |         |         |         |         |         |         |          |         |

## Vanjske poveznice
- sportilus.com, NOGOMETNI KLUB RUŠEVAC